# Oberkirch (Baden)
Oberkirch is een plaats in de Duitse deelstaat Baden-Württemberg, gelegen in het Ortenaukreis. De stad telt 19.944 inwoners.

## Geschiedenis
De plaats kwam na 1218 in handen van het keizerrijk en werd aan de markgraven van Baden gegeven. In 1225 werd het vermeld als civitas en vervolgens als oppidum. De plaats werd in 1246 afgebrand en vervolgens herbouwd op de huidige plaats. Oberkirch kwam in 1303 via de Fürstenberger in het bisdom Straatsburg terecht. In 1326 kreeg het stadsrechten. Behalve met enkele onderbrekingen, werd het bestuurd door de bisschoppen, behalve wanneer het in leengoed werd gegeven (1604 tot 1634 en 1649 tot 1665 aan Württemberg en van 1683 tot 1697 aan Baden). In de 15e eeuw werd Oberkirch de zetel van een baljuw die onderworpen was aan verschillende rechtbanken in de omgeving. Het werd zwaar verwoest in de Dertigjarige Oorlog, en in 1689 door Franse troepen, en werd herbouwd.

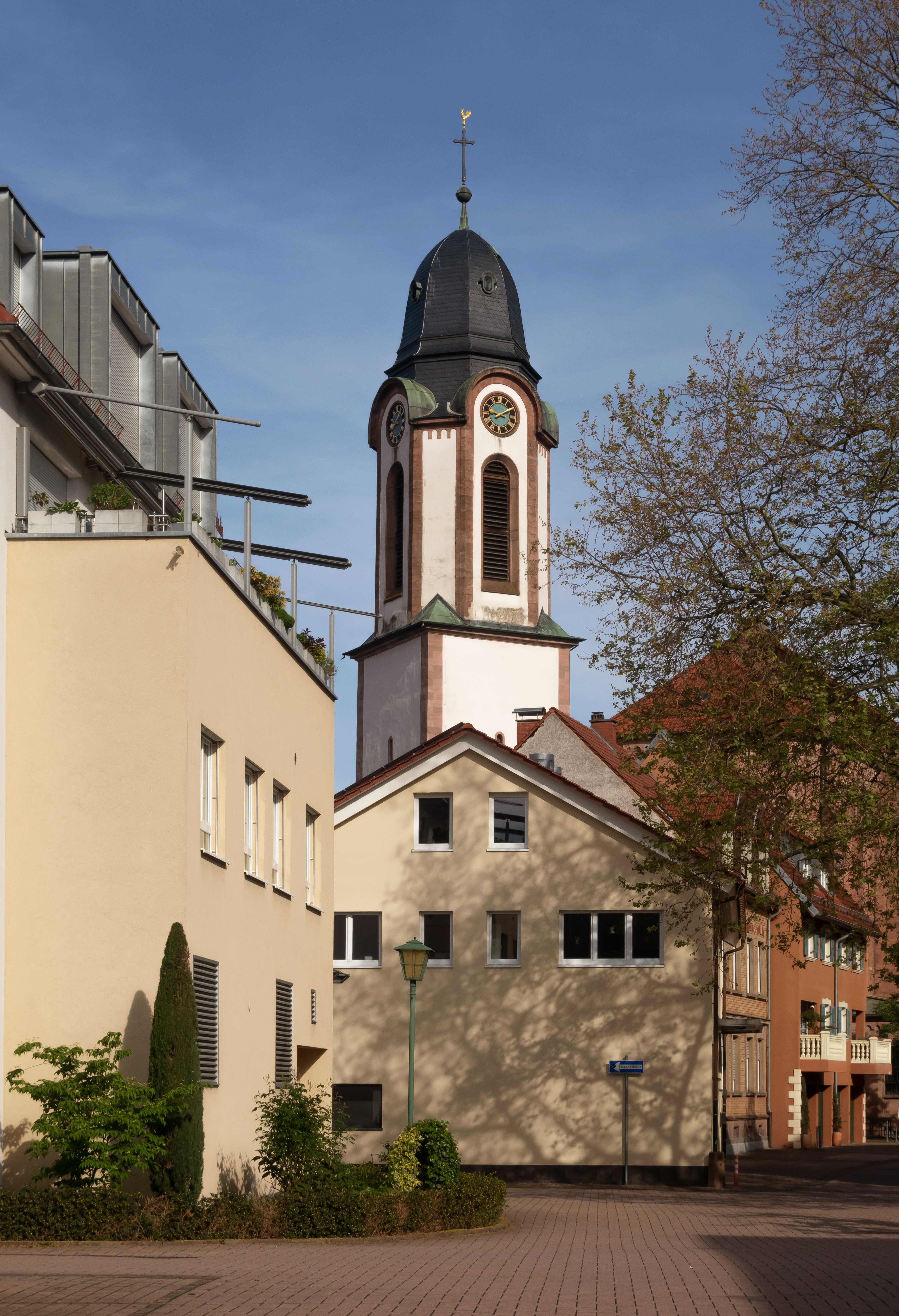
Oberkirch, kerktoren (Sankt Cyriak Kirche)

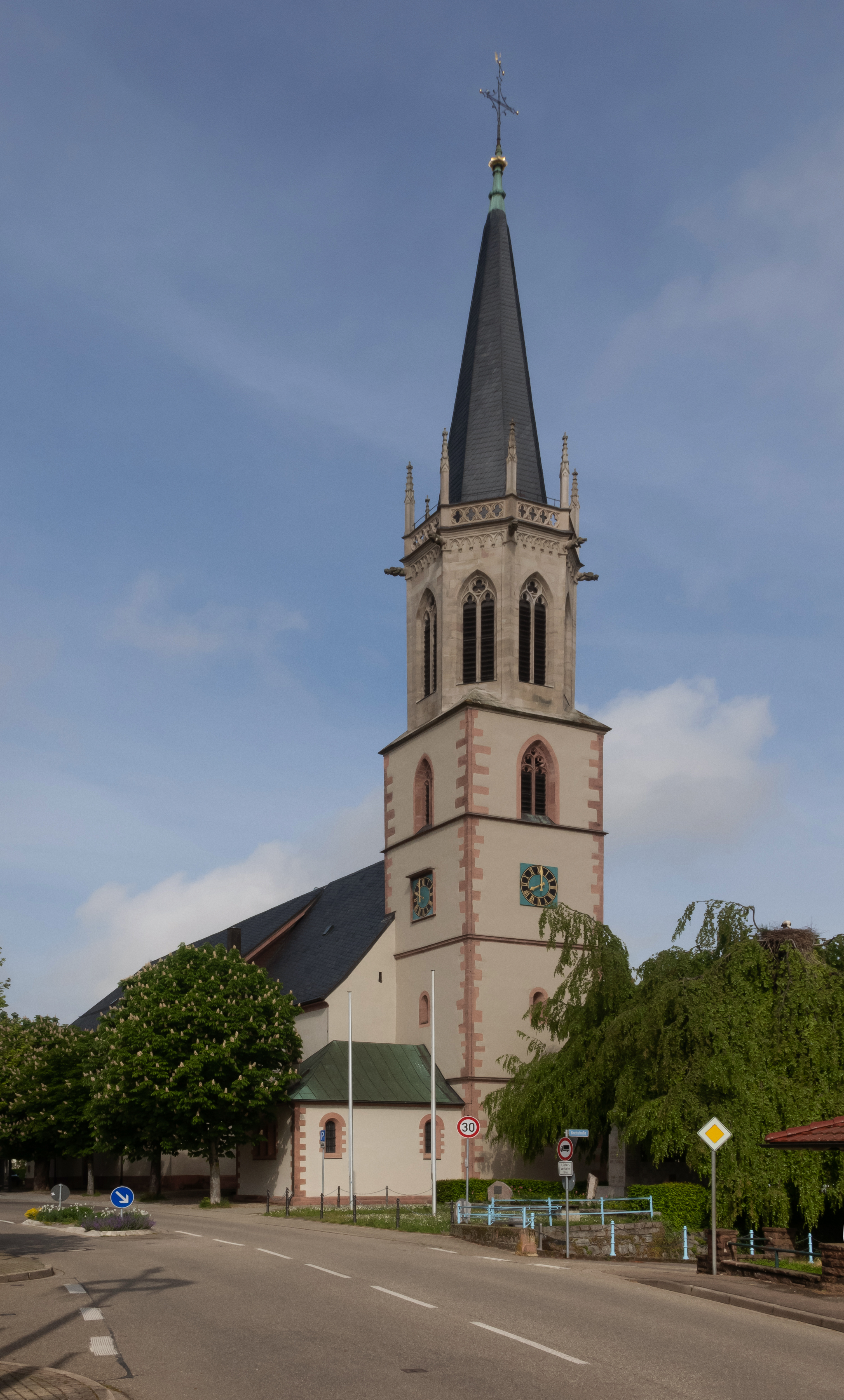
Nussbach, kerk: Kirche Sankt Sebastian

## Geografie
Oberkirch heeft een oppervlakte van 69,14 km² en ligt in het zuidwesten van Duitsland.
Achern ·
Appenweier ·
Bad Peterstal-Griesbach ·
Berghaupten ·
Biberach ·
Durbach ·
Ettenheim ·
Fischerbach ·
Friesenheim ·
Gengenbach ·
Gutach (Schwarzwaldbahn) ·
Haslach im Kinzigtal ·
Hausach ·
Hofstetten ·
Hohberg ·
Hornberg ·
Kappel-Grafenhausen ·
Kappelrodeck ·
Kehl ·
Kippenheim ·
Lahr/Schwarzwald ·
Lauf ·
Lautenbach ·
Mahlberg ·
Meißenheim ·
Mühlenbach ·
Neuried ·
Nordrach ·
Oberharmersbach ·
Oberkirch ·
Oberwolfach ·
Offenburg ·
Ohlsbach ·
Oppenau ·
Ortenberg ·
Ottenhöfen im Schwarzwald ·
Renchen ·
Rheinau ·
Ringsheim ·
Rust ·
Sasbach ·
Sasbachwalden ·
Schuttertal ·
Schutterwald ·
Schwanau ·
Seebach ·
Seelbach ·
Steinach ·
Willstätt ·
Wolfach ·
Zell am Harmersbach